# Relaciones peligrosas
 (septembre 2024).
Relaciones peligrosas (en anglais Dangerous Affairs) est une telenovela américaine diffusée entre le 24 janvier 2012 et le 25 juin 2012 sur Telemundo.

## Synopsis
Dans des temps modernes, les relations dangereuses se penchent sur les relations difficiles et souvent conflictuelles entre les adolescents, leurs parents et les enseignants dans un lycée bilingue (Ecole des Arts de Cervantes). Tout commence avec l'histoire de Miranda Cruz, une belle jeune femme qui commence une liaison avec Mauricio Blanco, son élève, alors qu'elle est enseignante dans cette institution. Dans ce contexte, les vérités cachées, que beaucoup d'adultes essaient d'éviter sont révélées au grand jour : des relations amoureuses interdites, discriminées ou jugées qui se transforment en un véritable cauchemar.

## Distribution
| Acteur/Actrice         | Personnage                              |
| ---------------------- | --------------------------------------- |
| Sandra Echeverría      | Miranda Beatriz Cruz                    |
| Gabriel Coronel        | Mauricio Blanco                         |
| Gonzalo García Vivanco | Juan Pablo Reyes "JP" / Daniel Arambula |
| Ana Layevska           | Patricia "Patty" Milano                 |
| Daniela Navarro        | Olivia Kloster                          |
| Maritza Bustamante     | Ana Conde                               |
| Mercedes Molto         | Benita "Jefa" Mendoza                   |
| Sandra Destenave       | Carmen Blanco                           |
| Carlos Ferro           | Santiago Madrazo                        |
| Jorge Consejo          | Gilberto Verdugo                        |
| Orlando Fundichely     | Orlando Aragón                          |
| Dád Dager              | Clemencia "La Nena"                     |
| Jeanette Lehr          | Teresa Vargas                           |
| Héctor Fuentes         | Armando Madrazo                         |
| Christian de la Campa  | Joaquín Rivera                          |
| Rubén Morales          | Ricardo Gómez                           |
| Yadira Santana         | Guadalupe "Lupe" Guzmán                 |
| Renato Rossini         | Manuel Blanco                           |
| Jimmy Bernal           | Andrés Máximo                           |
| Carmen Olivares        | Soledad Cruz                            |
| Modesto Lacen          | Bertrand Dupont                         |
| Jezabel Montero        | La Sra. Aragón                          |
| RJ Coleman             | Robert "Bob" McDowell                   |
| Kevin Aponte           | Alejandro "Ale" Portillo                |
| Danilo Carrera         | Leonardo Maximo "DJ Max"                |
| Jonathan Freudman      | Diego Barón                             |
| Ana Carolina Grajales  | Sofía Blanco                            |
| Alex Hernández         | Sebastián Aragón                        |
| Yrahid Leylanni        | Yesenia Rivera                          |
| Jesús Licciardelo      | Oliver Torres                           |
| Ana Lorena Sánchez     | Elizabeth Gómez                         |
| Christina Mason        | Nora Guzmán                             |
| Alma Matrecito         | Viviana Mera "VV"                       |
| Andy Pérez             | Cassius Dupont                          |
| Oscar Priego           | Gonzalo Mendoza                         |
| Alan Rodriguez         | Rodrigo Aragón                          |
| Nicole Apolonio        | Emily                                   |

### Participations spéciales
| Acteur/Actrice      | Personnage          |
| ------------------- | ------------------- |
| Eva Luna Jacques    | Mirandita           |
| Luke Grande         | Detective Pérez     |
| Jose Alberto Torres | Zaldivar            |
| Mildred Quiroz      | Olga Quintana       |
| Cesar Lacosta       | Miguel Gonzalez     |
| Jesus Dominguez     | Oswaldo Rosales     |
| Carlos Fontané      | Oswaldo Padre       |
| Oswaldo Strongoli   | Detective Maldonado |
| Eduardo Ibarrola    | Jaime Olivares      |
| Juan Felipe Rangel  | Ignacio Cabezas     |
| Natalia Barreto     | Laura Olivares      |

## Diffusion internationale
| Pays                   | Réseau TV      | Titre alternatif (traduction)             | Série Première  | Horaire hebdomadaire | Timeslot      |
| ---------------------- | -------------- | ----------------------------------------- | --------------- | -------------------- | ------------- |
| États-Unis             | Telemundo      | Relaciones Peligrosas / Dangerous Affairs | 24 janvier 2012 | Lundi au vendredi    | 10:00pm/9:00c |
| Chili                  | Mega           | Relaciones peligrosas                     | 19 mars 2012    | Lundi au vendredi    | 6:00pm        |
| Équateur               | Ecuavisa       | Relaciones peligrosas                     | 19 mars 2012    | Lundi au vendredi    | 10:00pm       |
| Venezuela              | Televen        | Relaciones peligrosas                     | Mai 2012        | Lundi au samedi      |               |
| Panama                 | TVN-2          | Relaciones peligrosas                     | Avril 2012      | Lundi au vendredi    |               |
| République dominicaine | Telesistema 11 | Relaciones peligrosas                     | 2012            | Lundi au vendredi    | 10:00pm       |
| Roumanie               | Acasa TV       | Legāturi Riscante                         | 29 mai 2012     | Lundi au vendredi    | 17.30h        |